# Военен научнотехнически институт
Военният научно-технически институт е научно-технически институт към Военноикономическия блок на Министерството на отбраната, съществувал в периода (1991 – 1999).

## История
През 1991 г. съгласно решение на Министерския съвет № 307 от 5 септември 1991 г. се закриват 3 института:
- Военнотехнически научноизследователски институт
- Научноизследователски проекто-технологически институт
- Научноизследователски институт на тила на Българската армия

По-късно същата година на 1 октомври се създава Военният научноизследователски проектоконструкторски институт (ВНИПКИ) към Командването на материално-техническо и тилово осигуряване на Министерството на отбраната, чийто предмет на дейност е „комплексно научно-техническо обслужване на Българската армия в областта на развитието, експлоатацията, съхранението и ремонта на въоръжението, техниката и тиловите имущества имущества“. Получава военнопощенски номер 42660. Седалището на института е в София, като е дислоциран в 3 района: Основен район (в София), Район „Илиенци“ (в София) и Район Варна.
Институтът извършва аналитична, прогнозна и концепционна дейност, проучвания, изследвания и опитно-конструкторска работа; осъществява военно научно-техническо съпровождане на разработването, внедряването и производството на изделия с военно предназначение; осигурява с военно-техническа и производствено-икономическа информация научноизследователска и развойна дейност, ръководния състав на Министерството на отбраната, видовете въоръжени сили родовете войски, подготвя научни военно-инженерни кадри с висша квалификация, съхранява и обработва техническа документация на изделия с военно предназначение; извършва производствено-експериментална и изпитателно изследователска дейност.
През 1994 г. с решение № 49 от 2 февруари финансираното на института се привежда от специална извънбюджетна приходно-разходна сметка на бюджетна издръжка, като със същото решение е преименуван на Военен научно-технически институт (под. 42660), а предметът на дейност остава същия, но е прецизиран по-детайлно.
Военният научно-технически институт е закрит с решение № 553 от 30 юли 1999 на Министерския съвет.

## Наименования
- Военен научноизследователски проектоконструкторски институт (1 октомври 1991 – 2 февруари 1994)
- Военен научно-технически институт (2 февруари 1994 – 30 юли 1999)